# Liste der Wappen im Landkreis Dingolfing-Landau
Die Liste der Wappen im Landkreis Dingolfing-Landau zeigt die Wappen der Gemeinden im bayerischen Landkreis Dingolfing-Landau.

## Landkreis Dingolfing-Landau

Landkreis Dingolfing-Landau Unter Schildhaupt mit den bayerischen Rauten gespalten; vorne in Rot ein silberner Löwe, der auf einem silbernen Seitenvierberg emporsteigt, hinten im Kerbschnitt dreimal geteilt von Rot und Silber.
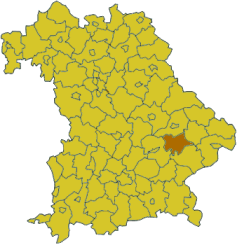
Lage des Landkreises Dingolfing-Landau in Bayern
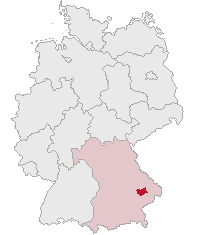
Lage des Landkreises Dingolfing-Landau in Deutschland
Landkreis Dingolfing (–1972) Unter Schildhaupt mit den bayerischen Rauten gespalten; vorne im Kerbschnitt dreimal geteilt von Rot und Silber, hinten in Rot ein silberner Schrägbalken.[1]
Landkreis Landau a.d.Isar (–1972) Unter Schildhaupt mit den bayerischen Rauten in Rot ein silberner Löwe, der auf einem silbernen Seitenvierberg emporsteigt.[2]

## Wappen der Städte, Märkte und Gemeinden

Stadt Dingolfing Unter rotem Schildhaupt, darin nebeneinander drei sechsstrahlige goldene Sterne, die bayerischen Rauten.
Markt Frontenhausen In Blau ein silbernes Haus in perspektivischer Seitenansicht mit rotem Dach, darauf goldene Kugeln.
Gemeinde Gottfrieding Unter schwarzem Schildhaupt mit zwei silbernen Schrägbalken gespalten von Rot und Silber, vorne ein schräger silberner Gegenzinnenbalken, hinten auf rotem Dreiberg stehend eine gestürzte eingeschweifte rote Spitze.
Stadt Landau a.d.Isar In Silber zwei rote Schrägbalken.
Gemeinde Loiching Durch einen oben dornenförmig, unten lappenförmig gestalteten silbernen Schrägbalken geteilt von Grün und Rot; oben ein schräger silberner Fisch, unten ein schräger silberner Schlüssel.
Gemeinde Mamming Durch einen Dreiberg geteilt von Silber und Schwarz; oben eine eingeschweifte, gestürzte rote Spitze, unten eine silberne Rose.
Gemeinde Marklkofen In Schwarz ein verbreiterter silberner Balken, belegt mit dem Wort „lieb“ in roten gotischen Kleinbuchstaben.[3]
Gemeinde Mengkofen In Gold eine rot bewehrte schwarze Bärentatze.[4]
Gemeinde Moosthenning In Silber über grünem Boden ein linksgewendeter roter Löwenkopf, darüber ein erhöhter roter Sparren.
Gemeinde Niederviehbach In Grün ein auf silbernem Seitenvierberg emporsteigender silberner Löwe; hinten ein von der Mitte des oberen Schildrands ausgehender goldener Schrägwellenbalken.
Markt Pilsting In Silber ein grüner Frosch.
Markt Reisbach Unter fünfmal von Silber und Blau schräg geteiltem Schildhaupt in Rot schräg gekreuzt ein silberner Reißhaken und eine silberne Stange mit abgewinkelten Enden.
Markt Simbach Geteilt; oben über blauem Querbach in Schwarz ein sechsstrahliger goldener Stern, unten die bayerischen Rauten.
Markt Wallersdorf Gespalten von Grün und Silber; vorne ein senkrecht gestelltes silbernes Eichenblatt, hinten ein schwebender, schwarz gepanzerter, ein silbernes Schwert mit goldenem Griff haltender Arm zwischen drei, zwei zu eins gestellten, sechsstrahligen goldenen Sternen.[5]

## Ehemalige Gemeinden mit eigenem Wappen

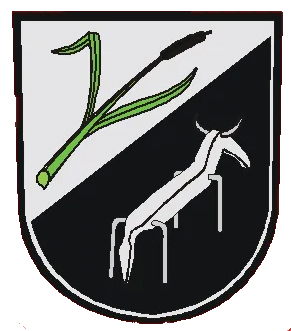
Gemeinde Ganacker
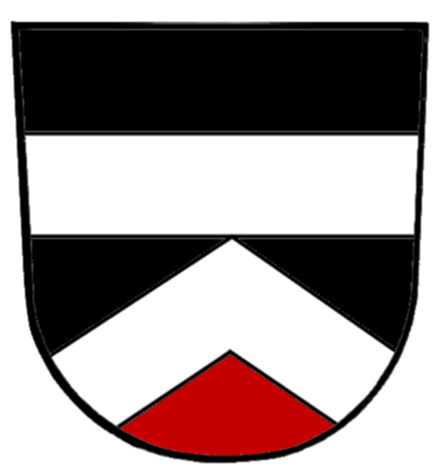
Gemeinde Großköllnbach
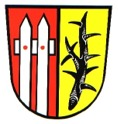
Gemeinde Haidenkofen Gespalten von Rot und Gold; vorne zwei wachsende, oben gespitzte, durch einen silbernen Querbalken verbundene silberne Planken, hinten ein senkrecht stehender schwarzer Dornzweig.
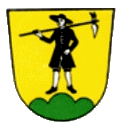
Gemeinde Haidlfing In Gold über grünem Dreiberg ein schwarz gekleideter Bauer mit rundem Hut, der auf der rechten Schulter eine silberne Haue an schwarzem Stiel trägt.
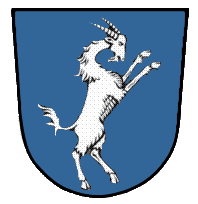
Gemeinde Poxau
Gemeinde Teisbach Geteilt von Rot und Blau; oben nebeneinander drei silberne Schrägbäche, unten drei zwei zu eins gestellte rautenförmige silberne Steine.